# Juan Pablo Colinas
Juan Pablo Colinas Ferreras est un footballeur espagnol né le 2 septembre 1978 à León, qui évolue au poste de gardien de but pour le Maccabi Tel-Aviv en Israël.

## Palmarès
- Championnat d'Israël : 2014 et 2015
- Coupe d'Israël : 2015